# Monhystera multisetosa
Monhystera multisetosa är en rundmaskart. Monhystera multisetosa ingår i släktet Monhystera och familjen Monhysteridae. Inga underarter finns listade i Catalogue of Life.